# Exarchaat (Byzantijnse Rijk)
Met de term exarchaat werd in Byzantium een bestuurlijke eenheid aangeduid.
Exarchaten waren Byzantijnse gebieden in Italië en Noord-Afrika, waarvan aan het hoofd een stadhouder (exarch) stond. De exarch oefende in deze gebieden de hoogste bestuurlijke macht uit. De exarchaten werden aan het eind van de 6e eeuw ingevoerd, als maatregel tegen de toenemende bedreiging van het rijk door de Avaren, Slaven, Longobarden, Sassaniden en andere volkeren. De exarchaten Ravenna en Exarchaat Carthago hielden zich tot aan het eind van de 7e eeuw staande.